# Par excellence
Par excellenceⓘ (wym. uproszczona: parekselãs) – francuskie wyrażenie znaczące po polsku w dosłownym tłumaczeniu „przez doskonałość”. Powszechnie galicyzm ten jest używany jako zwrot określający coś jako „w całym tego słowa znaczeniu” lub „w najwyższym stopniu”.

## Historia
Dokładna historia zakorzenienia się tego wyrażenia w języku polskim nie jest znana. Można przypuszczać, że pojawiło się w Polsce w XVII w. wraz z modą na francuszczyznę przywiezioną z Francji przez królową Marię Ludwikę, żonę polskiego króla Władysława IV, która po jego śmierci poślubiła kolejnego polskiego władcę króla Jana Kazimierza. Sprowadzała ona do Polski francuskich duchownych i uczonych, a noszenie się i mówienie po francusku stało się obowiązującą modą.

## Inne znaczenia
- Wyrażenie to opisuje coś, gdy jest to najlepszy przykład czegoś w określonym rodzaju[5].
- Wyrażenie to jest również używane, aby podkreślić, że dane określenie jest prawdziwe i trafnie użyte[6].

## Synonimy
Według słownika synonimów:
- najlepiej,
- w najwyższym stopniu,
- w pełnym tego słowa znaczeniu.